# Alfonsinische Tafeln

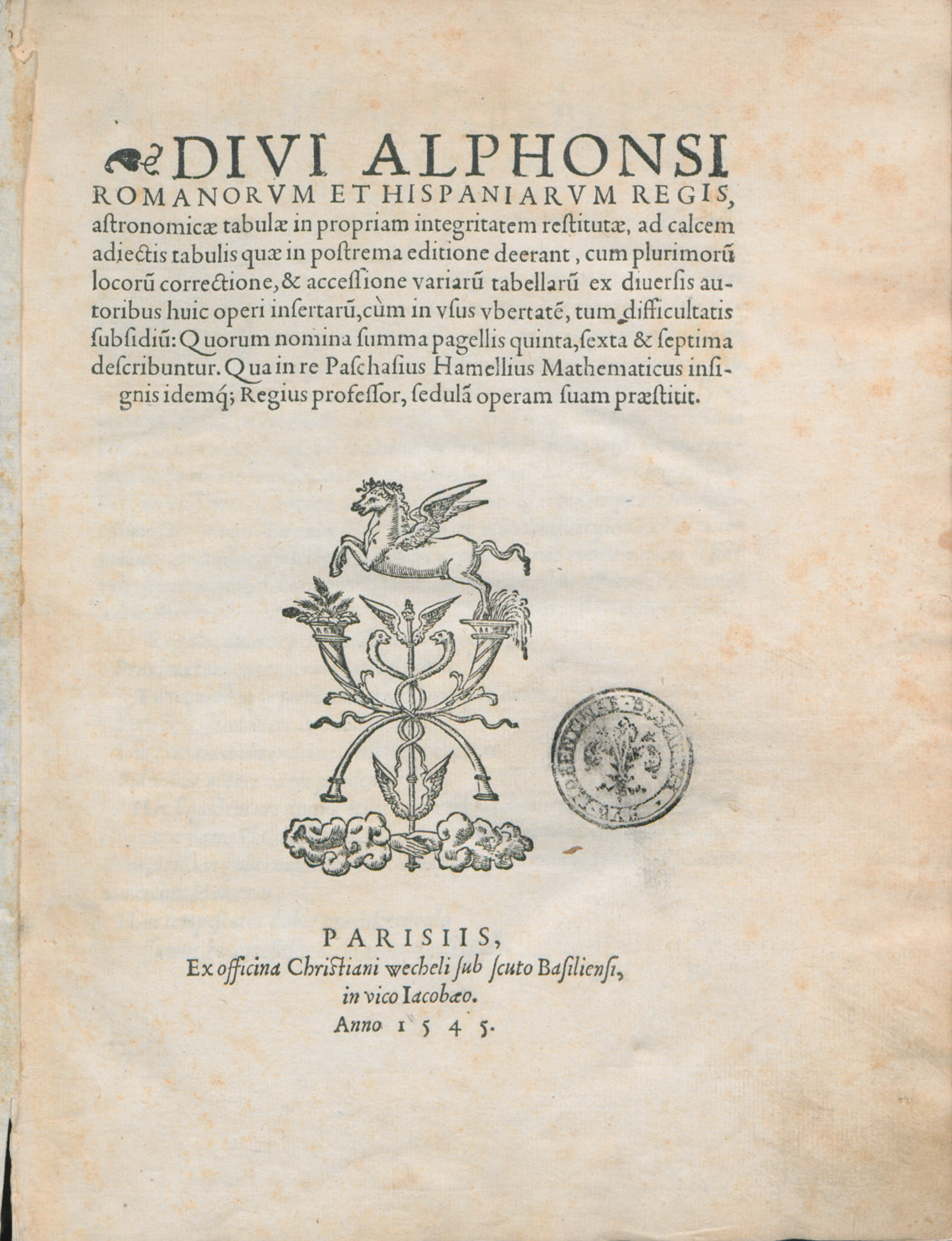
Titelbild der Ausgabe 1545 der Tabulae astronomicae

Die Alfonsinischen Tafeln (lat. Tabulae Alphonsinae) waren ein astronomisches Werk mit Tabellen zur Berechnung der Stellung von Sonne, Mond und der fünf klassischen Planeten Merkur, Venus, Mars, Jupiter und Saturn, das etwa um 1252 bis 1270 auf Anordnung Alfons X. von Kastilien und León unter Leitung der jüdischen Gelehrten Jehuda Ben Mose und Isaak Ben Sid in Toledo zusammengestellt wurde.
Ziel war es, die Toledaner Tafeln zu korrigieren. Die Alfonsinischen Tafeln legten das Ptolemäische System zugrunde und bestimmten das Jahr zu 365 Tagen, fünf Stunden, 49 Minuten und 16 Sekunden, das ist ca. 20 Minuten zu kurz im Vergleich zum Siderischen Jahr. Gegen 1500 wichen die so berechneten Positionen der Planeten von den beobachteten um bis zu 2° ab.
Das Werk war ursprünglich in Kastilisch geschrieben und wurde später ins Lateinische übersetzt. Es wurde das einflussreichste astronomische Werk in Europa, bis es im 16. Jahrhundert durch die Prutenischen Tafeln des Erasmus Reinhold abgelöst wurde, die wiederum auf dem Werk De revolutionibus orbium coelestium von Nikolaus Kopernikus beruhten. Georg von Peuerbach nutzte die Alfonsinischen Tafeln für sein astronomisches Buch Theoricae novae planetarum.